# Oficina de Asuntos de Taiwán
La Oficina de Asuntos de Taiwán del Consejo de Estado (en chino simplificado, 国务院台湾事务办公室; en chino tradicional, 國務院台灣事務辦公室 o 國務院臺灣事務辦公室; pinyin, Guówùyuàn Táiwān Shìwù Bàngōngshì algunas veces abreviado a en chino simplificado, 国台办; en chino tradicional, 國台辦 o 國臺辦; pinyin, guó tái bàn) es una agencia administrativa bajo el Consejo de Estado de la República Popular China. Es el responsable de ajustar e implementar directrices y políticas relacionadas con Taiwán, como lo estipulan el Comité Central del Partido Comunista de China y la oficina misma.
De acuerdo con el arreglo y la autorización del Consejo de Estado, la oficina toma cargo de las preparaciones para negociaciones y arreglos con lo que a PRC llama las "Autoridades de Taiwán" (por ejemplo el gobierno de la República de China y sus organizaciones de gobierno autorizadas). La agencia administra y coordina los enlaces directos en correo, transporte y comercio a través del Estrecho de Taiwán, toma cargo de la publicidad relacionada de Taiwán, libera información sobre asuntos de Taiwán y maneja incidentes relacionados con Taiwán. La oficina maneja la Asociación para las Relaciones a través del Estrecho de Taiwán que es el intermediario oficial con la República de China.
Su contraparte en Taiwán es el Consejo de asuntos del Continente.

## Lista de directores
| Lista de Directores | Lista de Directores |
| ------------------- | ------------------- |
| Nombre              | Periodo             |
| Ding Guangen        | (1988–1990)         |
| Wang Zhaoguo        | (1990–1996)         |
| Chen Yunlin         | (1997–2008)         |
| Wang Yi             | (2008–2013)         |
| Zhang Zhijun        | (2013–2018)         |
| Liu Jieyi           | (2018-)             |